# Christopher Nelson
Pour les articles homonymes, voir Nelson et Christopher Nelson (homonymie).
Christopher Allen Nelson, né à Pittsburgh, est un maquilleur, artiste VFX, scénariste et acteur américain.

## Carrière
Il est surtout connu pour son maquillage et son style pour des films tels que Halloween, Halloween Kills, Halloween Ends, Kill Bill : Volume 1, Pirates des Caraïbes : La Malédiction du Black Pearl, Kill Bill : Volume 2, Sin City, Thor : Le Monde des ténèbres, The Amazing Spider-Man, World War Z, Inherent Vice, Deadpool, Les Gardiens de la Galaxie Vol. 2 et Suicide Squad (2016) lui ont valu de nombreux prix et nominations. Ses crédits d'acteur incluent le marié de Beatrix Kiddo dans Kill Bill : Volume 2, le flic avec des brownies dans Halloween et un tueur en série dans l'épisode « Limelight » d'Esprits criminels en 2018.
Il a remporté deux Primetime Emmy Awards consécutifs pour le maquillage exceptionnel pour une série limitée ou un film (non prothétique) et pour le maquillage prothétique exceptionnel pour une série, une série limitée, un film ou un spécial pour American Horror Story: Freak Show et pour Suicide Squad, il a reçu un Oscar pour le meilleur maquillage et coiffure lors de la 89e cérémonie des Oscars,.

## Récompenses et nominations
- 2014-2015 : Primetime Emmy Award pour le maquillage exceptionnel pour une série limitée ou un film (non prothétique) et le maquillage prothétique exceptionnel pour une série, une série limitée, un film ou un spécial – American Horror Story : Freak Show
- 2017 : Oscar du meilleur maquillage et coiffure – Suicide Squad avec Alessandro Bertolazzi et Giorgio Gregorini.

## Récompenses et distinctions
- (en) Christopher Nelson: Awards, sur l'Internet Movie Database